# Сан Виторе дел Лацио
Сан Виторе дел Лацио (итал. San Vittore del Lazio) је насеље у Италији у округу Фрозиноне, региону Лацио.
Према процени из 2011. у насељу је живело 939 становника. Насеље се налази на надморској висини од 199 м.

## Становништво
Према резултатима пописа становништва 2011. у општини је живело 2.679 становника.
| 1931. | 1936. | 1951. | 1961. | 1971. | 1981. | 1991. | 2001. | 2011. |
| ----- | ----- | ----- | ----- | ----- | ----- | ----- | ----- | ----- |
| 2.363 | 2.458 | 2.250 | 2.138 | 2.142 | 2.303 | 2.442 | 2.674 | 2.679 |